# Mistrzostwa Afryki w Biegach Przełajowych 2011
1. Mistrzostwa Afryki w Biegach Przełajowych – zawody lekkoatletyczne, które odbyły się 6 marca 2011 w Kapsztadzie.
Poprzednie tej rangi zawody rozegrano 26 lat wcześniej w Nairobi.

## Rezultaty

### Mężczyźni
| Konkurencja:           | 1. miejsce                                                                       | Rezultat | 2. miejsce                                                                                 | Rezultat | 3. miejsce                                                                           | Rezultat |
| Bieg seniorów na 12 km | John Mwangangi                                                                   | 35:31    | Stephen Kiprotich                                                                          | 35:34    | Henry Chirchir                                                                       | 35:35    |
| Seniorzy drużynowo     | Kenia · John Mwangangi · Stephen Kiprotich · Henry Chirchir · Phillip Kiprono    |          | Południowa Afryka · Kgosi Tsotsane · Stephen Mokoka · Lungisiwe Mdedelwa · Boy Soke        |          | Maroko · Aziz Lahbabi · Adil Rached · Abdelhadid El Mouaziz · Hafid Chani            |          |
| Bieg juniorów na 8 km  | Japhet Kipyegon Korir                                                            | 23:03    | Patrick Mwaka                                                                              | 23:04    | Nicholas Togom                                                                       | 23:18    |
| Juniorzy drużynowo     | Kenia · Japhet Kipyegon Korir · Patrick Mwaka · Nicholas Togom · Gideon Kipketer |          | Maroko · Soufiyan Bouqantar · Abdelmajid El Hissouf · Othmane El Goumri · Abdelhadi Labali |          | Południowa Afryka · Luyanda Qolo · Jerome Andreas · William Kaptein · Luxolo Mdzanga |          |

### Kobiety
| Konkurencja:          | 1. miejsce                                                                          | Rezultat | 2. miejsce                                                                    | Rezultat | 3. miejsce | Rezultat |
| Bieg seniorek na 8 km | Mercy Cherono                                                                       | 27:13    | Viola Kibiwott                                                                | 27:14    | Doris Changeywo                                                                                                 | 27:22    |
| Seniorki drużynowo    | Kenia · Mercy Cherono · Viola Kibiwott · Doris Changeywo · Pauline Njeri Kahenya    |          | Maroko · Btissam Lakhouad · Bouchra Sahli · Rkia Elmoukim · Siham Hilali      |          | Południowa Afryka · Annerien Van Schalkwyk · Dinahrose Lebogang Phalula · Mapaseka Makhanya · Dina Lebo Phalula |          |
| Bieg juniorek na 6 km | Caroline Chepkoech                                                                  | 19:59    | Mary Munanu                                                                   | 20:00    | Zipporah Wanjiru                                                                                                | 20:05    |
| Juniorki drużynowo    | Kenia · Caroline Chepkoech · Mary Munanu · Zipporah Wanjiru · Jepchirchir Cheruiyot |          | Maroko · Amina Tahiri · Hanane Qallouj · Fadwa Sidi Madane · Soukaina Atanane |          | Południowa Afryka · Sylvia Tshetlanyana · Khonzeni Gwegwa · Caroline Marandela · Thato Makhafola                |          |